# Пул, Йонас
Йонас Пул (1566—1612) — английский мореплаватель, исследователь и китобой. Работая на Московскую компанию, в 1604—1609 годах плавал на остров Медвежий. Затем отправился в Новый Свет, где принял участие в основании Джеймстауна. После обследовал Шпицберген и нанес на карту большое число названий. Некоторые из них были забыты или заменены другими, иные же используются и в наши дни, например, Пул-Пинтен на Земле Принца Карла. Убит в Англии по дороге в Лондон при возвращении из своего последнего путешествия.